# Hugo Backmansson
Hugo Elias Backmansson, född 14 april 1860 i Pemar, död 19 november 1953 i Helsingfors, var en finländsk målare och militär. Han var son till kronofogden, assessorn Carl Johan Backmansson och Sofia Charlotta Danielson. Backmansson var gift två gånger, först med Lydia Alexandrine Grüneisen år 1887 och sedan med Beryl Villiers Wheeler år 1908.
Hugo Backmansson tjänstgjorde till en början som officer i ryska armén, men tog avsked 1899 och ägnade sig därefter åt konsten, bland annat som bataljmålare i Manchuriet under rysk-japanska kriget och som chef för de ryska bataljmålarna under första världskriget från 1917. 
Backmansson fick sin konstnärliga utbildning vid Åbo ritskola 1870–73 och vid konstakademin i Sankt Petersburg 1894–99. Han målade främst porträtt, landskap och motiv med anknytning till militärlivet. Under sina många resor i Marocko 1907 och 1939 målade han nordafrikanska vyer. De marockanska verken är också intressanta för etnologer och socialantropologer eftersom de tidsmässigt och till motivvalet ofta tangerar Edvard Westermarcks forskningsområde.
Backmansson är representerad bland annat vid Åbo Akademi, Amos Anderssons konstmuseum, Konstmuseet Ateneum, ; Lahden museo, Gösta Serlachius museum, Åbo konstmuseum, Museet Ett hem, och Eremitaget i S:t Petersburg.